# Stergusa aurata
Stergusa aurata is een spinnensoort in de taxonomische indeling van de springspinnen (Salticidae).
Het dier behoort tot het geslacht Stergusa. De wetenschappelijke naam van de soort werd voor het eerst geldig gepubliceerd in 1902 door Eugène Simon.